# Kirumani, Mulbagal
Kirumani là một làng thuộc tehsil Mulbagal, huyện Kolar, bang Karnataka, Ấn Độ.